# می اندرسون
می اندرسون (انگلیسی: May Andersen؛ زادهٔ ۱۶ ژوئن ۱۹۸۲) یک مانکن اهل دانمارک است.